# مؤشر مستوى الصوت القياسي

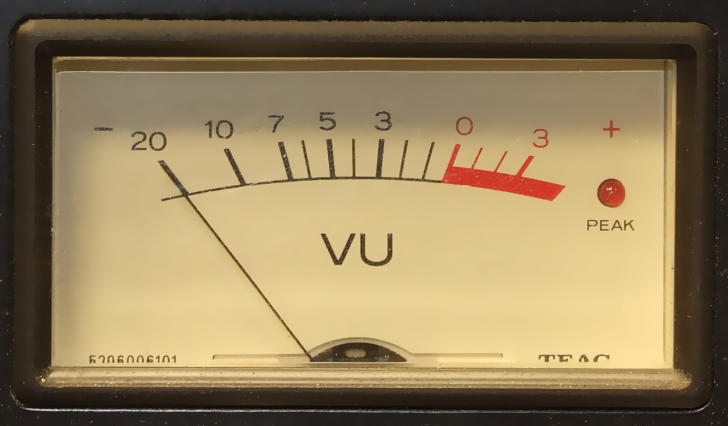
مؤشر مستوى الصوت القياسي

مؤشر مستوى الصوت القياسي (بالإنجليزية: VU meter) هو جهاز يعرض تمثيلاً لمستوى الإشارة في معدات الصوت.
أُقترح التصميم الأصلي في ورقة بحثية نُشرت عام 1940 بعنوان مؤشر مستوى صوت قياسي جديد ومستوى مرجعي، كتبها خبراء من سي بي اس وان بي سي ومختبرات بيل الهاتفية. ثم قامت الجمعية الصوتية الأمريكية بتوحيده عام 1942 لاستخدامه في تركيب أنظمة الهاتف ومحطات بث الراديو.
تتضمن معدات الصوت الاستهلاكية غالبًا عدادات مؤشر مستوى الصوت القياسي ، سواء لأغراض عملية مثل أجهزة التسجيل أو جمالية مثل أجهزة التشغيل.
طُور عداد مؤشر مستوى الصوت القياسي في عام 1939 من قبل تعاون بين مختبرات بيل ومحطات البث سي بي اس وان بي سي. في السبعينات والثمانينات، استخدمت شاشات شريطية ملونة مليئة بالنيون تصل إلى 201 قطعة لكل قناة كمؤشرات سريعة.

## رسم توضيحي لعداد مؤشر مستوى الصوت القياسي

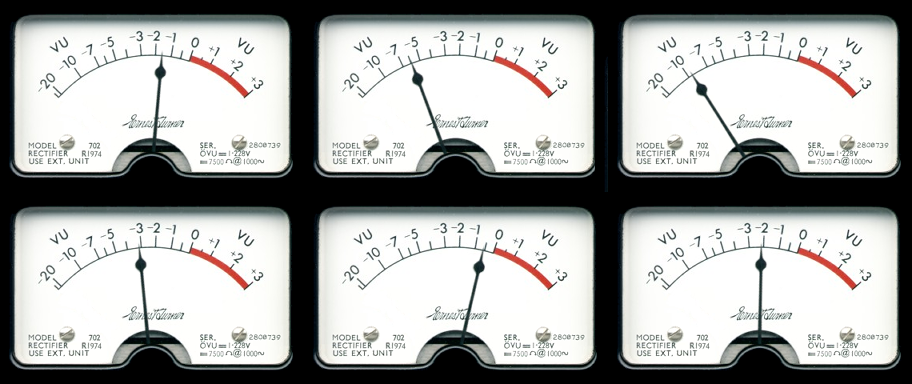
رسوم بيانية لمقياس الصوت المحيط

عداد مؤشر مستوى الصوت القياسي الأصلي هو جهاز ميكانيكي سلبي، يتمثل في مقياس أمبير دارسونفال يعمل بتيار مستمر قدره 200 ميكرو أمبير، ويتغذى من خلال مقوم نحاسي أكسيدي ذو موجة كاملة، مركب داخل غلاف العداد. تؤدي كتلة الإبرة إلى استجابة بطيئة نسبيًا، حيث تندمج أو تُملّس الإشارة، بوقت ارتفاع قدره 300 مللي ثانية. وهذا يُظهر متوسط الإشارة بشكل أقرب لإدراك الصوت البشري مقارنةً بعدادات بي بي ام الأكثر حداثة. لهذا السبب، يفضل العديد من محترفي الصوت عداد مؤشر مستوى الصوت القياسي رغم أنه لا يعكس بعض خصائص الإشارة المهمة مثل المستوى اللحظي للإشارة ، والذي غالبًا ما يجب ألا يتجاوزه.
يعادل 0 وحدة حجم قيمة +4 دي بي يو، أو 1.228 فولت ار ام اس، أي طاقة تقدر بنحو 2.5 ملي واط عند تطبيقها على مقاومة 600 أوم. يُشار غالبًا إلى 0 وحدة حجم بـ 0 ديسيبل. لم يُصمم العداد لقياس الإشارة بشكل دقيق، بل ليتيح للمستخدمين ضبط مستوى الإشارة إلى قيمة الهدف 0 وحدة حجم، لذا فإن عدم خطية الجهاز وعدم دقته عند المستويات المنخفضة لا يُعتبر عيبًا كبيرًا. يمتد النطاق من −20 وحدة حجم إلى +3 وحدة حجم، مع −3 وحدة حجم في المنتصف تقريبًا.

## الهدف من عداد مؤشر مستوى الصوت القياسي
كان على مصممي عداد مؤشر مستوى الصوت القياسي إيجاد طريقة لقياس إشارات الصوت المعقدة باستخدام تكنولوجيا بسيطة.
ونظرًا لأن عداد مؤشر مستوى الصوت القياسي جهاز ميكانيكي، فهو لا يمكنه عكس الذروات اللحظية لإشارات الصوت المعقدة. لذلك، صمم المهندسون عدادًا لا يقيس الذروة، بل يستنتجها. لعداد مؤشر مستوى الصوت القياسي خصائص حركة دقيقة جدًا؛ حيث يصل المؤشر إلى 99% من القيمة 0 وحدة حجم عند تطبيق نغمة جيبية بتردد 1 كيلوهرتز لمدة 300 مللي ثانية.
عند استخدام عداد مؤشر مستوى الصوت القياسي، يتم معايرة نظام الصوت بنغمة جيبية عند المستوى المرجعي. وعند هذا المستوى، يظهر العداد 0 لنغمة الجيب، لكن يجب على المهندس أن يعرف أن الذروات الحقيقية في الكلام أو الموسيقى تكون بين 6 و10 ديسيبل أعلى من هذا المستوى.
الممارسات الهندسية الجيدة تشمل ترك هامش أمان أو مساحة رأسية للظروف غير العادية، وعادة ما يتم تصميم أنظمة الصوت بناءً على القيم التالية:
- المستوى المرجعي: عادة +4 دي بي يو لنغمات فقط.
- مستوى الإخراج القياسي: 10 ديسيبل فوق المرجعي ذروات الإشارات العادية.
- مستوى التشويش/القص: 6 ديسيبل فوق مستوى الإخراج القياسي.[2][3]

## الخصائص القياسية لعداد مؤشر مستوى الصوت القياسي

#### المستوى المرجعي
وفقًا للمعيار يجب أن يقرأ مؤشر الصوت 0 وحدة حجم عندما يُوصل إلى جهد متناوب بقيمة 1.228 فولت ار ام اس على مقاومة 600 أوم ما يعادل +4 دي بي يو عند تردد 1000 هرتز.
ملاحظة استخدمت بعض منشآت البث في أمريكا الشمالية حتى أواخر القرن العشرين +8 دي بي ام كمرجع لـ 0 وحدة حجم، مع استخدام مقاومات بقدرة 150 أوم، مع تعديلات على المقاومة التسلسلية دون التأثير على الحركة الباليستية للعداد.

استجابة مقياس وحدة حجم (الخط الأسود) مقارنة بمستوى الإدخال الفوري (المنطقة الرمادية) لإيقاع الأسطوانة. المستوى في ديسيبل والوقت بالثواني

#### زمن الصعود
- زمن استجابة الإبرة للوصول إلى 99% من 0 وحدة حجم هو 300 مللي ثانية.
- الحد الأقصى للزيادة اللحظية يجب أن يكون بين 1 إلى 1.5%.
- زمن النزول كذلك 300 مللي ثانية.

#### الاستجابة الترددية
- يجب ألا يختلف القياس عن القيمة عند 1000 هرتز بأكثر من:
  - 0.2 ديسيبل من 35 هرتز إلى 10 كيلوهرتز.
  - 0.5 ديسيبل بين 25 هرتز و16 كيلوهرتز.

ملاحظة: تنطبق هذه المواصفات فقط على الموجات الجيبية. بسبب طريقة عمل العداد بوجود مقومات النحاس المؤكسد، فإن الاستجابة تتعلق بجزء الإشارة الذي يتجاوز حوالي 0.4 فولت لحظيًا.
القراءة تمثل متوسط الجهد، وليست دالة في القدرة التي تعتمد على متوسط مربع الجهد أو القيمة الجذرية التربيعية. ومع ذلك، فإن القراءة التقليدية لعداد مؤشر مستوى الصوت القياسي مفيدة لتقدير:
1. مستوى وديناميكية الإشارة.
2. مدى قربها من الحد الأقصى المسموح به.

#### الممانعة
يجب أن يقدم العداد ومخفض الجهد مقاومة قدرها 7500 أوم عند قراءة 0 ديسيبل باستخدام إشارة جيبية.

## أنواع أخرى من عدادات المستوى
غالبًا ما تستخدم صناعة الصوت الاستهلاكية عدادات لا تلتزم بأي معيار.
كان مهندسو الصوت في بي بي سي يسمون عداد مؤشر مستوى الصوت القياسي بـ عديم الفائدة تقريبًا، ويفضلون عداد بي بي ام.
تشير الأبحاث الأكاديمية إلى أن عداد مؤشر مستوى الصوت القياسي يختلف في استجابته عن عدادات المتوسط وار ام اس. فعند زيادة عامل الذروة 3 ديسيبل في إشارة صوتية:
- ينخفض المؤشر في عداد ار ام اس بمقدار −3 ديسيبل.
- في عداد المتوسط −6 ديسيبل.
- في عداد مؤشر مستوى الصوت القياسي بحوالي −4 ديسيبل.[8]